# Élection municipale de 1974 à Washington D.C.
Les élections municipales de 1974 à Washington D.C. se sont tenues le 5 novembre 1974 afin d'élire le maire. Ce sont les 1re élections municipales. Walter Washington est élu maire.

## Résultats
| Résultats | Résultats              | Résultats           | Résultats | Résultats |
| Partis    | Partis                 | Candidats           | Voix      | %         |
| --------- | ---------------------- | ------------------- | --------- | --------- |
|           | Démocrate              | Walter Washington   | 79 065    | 82,45     |
|           | Indépendant            | Sam Harris          | 7 037     | 7,34      |
|           | Républicain            | Jackson R. Champion | 3 501     | 3,65      |
|           | Indépendant            | Raymond V. Ellis    | 2 787     | 2,91      |
|           | Travailleur socialiste | Nan Bailey          | 2 230     | 2,33      |
|           | Indépendant            | Tommye Lynn Grant   | 1 273     | 1,33      |
| Majorité  | Majorité               | Majorité            | 72 028    | 75,11     |
| Total     | Total                  | Total               | 95 893    |           |